# Determinacja płci

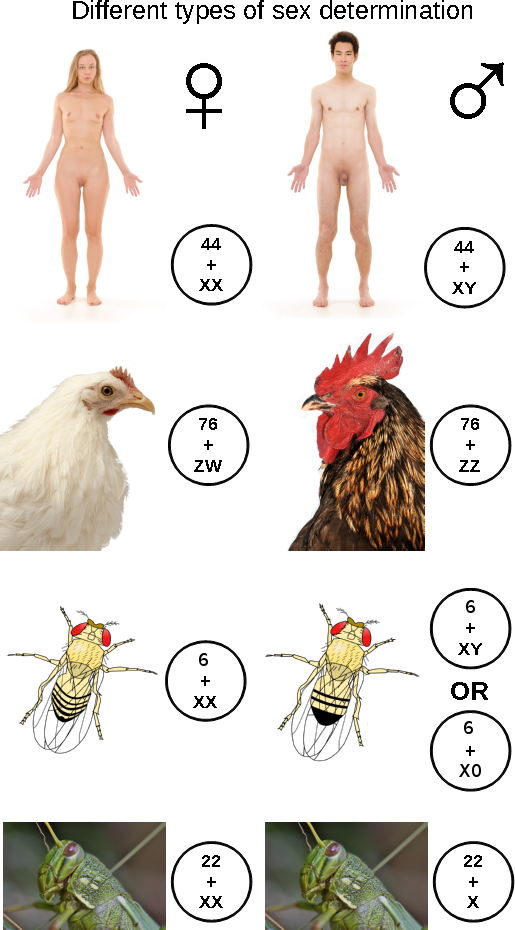
Różne typy determinacji płci zależnej od chromosomów

Determinacja płci – proces prowadzący do powstania osobników jednej z płci.
Rodzaj płci, jaką dany organizm wykształci, jest zależny od sygnału wywoławczego, jakim może być:
- środowisko rozwoju organizmu – płeć u niektórych gatunków kształtowana jest przez czynniki środowiskowe, jest to rodzaj plastyczności fenotypowej[1] (na przykład krokodyle czy żółwie rozwijają płeć w zależności od temperatury inkubacji jaj – temperaturowa determinacja płci).
- środowisko hormonalne, w jakim rozwija się dany organizm – hormonalna determinacja płci.
- obecność chromosomu płci

1. system XY – samce są heterogametyczne, a samice homogametyczne (człowiek)[2],
2. system ZW – samice są heterogametyczne, a samce homogametyczne (ptaki, ćmy)[2],
3. system UV – występuje u mszaków i części glonów, w fazie gametofitu osobniki z chromosomem U wytwarzają komórki jajowe, a osobniki z chromosomem V plemniki[2],
4. System X0 – samice XX mają parzystą liczbę chromosomów, a samce nieparzystą (brak chromosomu Y) (u większości owadów)

- stosunek liczby autosomów do heterosomów (na przykład muszka owocowa);
- obecność konkretnego genu

1. pojedyncze geny autosomalne determinują płeć (u żab, ryb i wielu roślin)
2. mtDNA zawiera geny warunkujące męską sterylność (geny CMS), DNA jądrowe zawiera geny przywracające męską płodność (restorery) – determinacja cytoplazmatyczna

- liczba kompletów chromosomów – zestaw 1n (haploidalne) warunkuje rozwój samca lub 2n (diploidalne) – samicy. Tj. w wyniku zapłodnienia rozwija się osobnik żeński, a w przypadku braku tejże możliwości powstaje organizm męski danego gatunku. (determinacja haplodiploidalna występuje np. u owadów błonkoskrzydłych – pszczoły, osy)

Sygnał wywoławczy uruchamia kaskadę genów regulatorowych, które następnie wpływają na różne procesy rozwoju, prowadzące do wykształcenia konkretnej płci.